# إسماعيل ياكوبو
إسماعيل ياكوبو (بالإنجليزية: Ismail Yakubu) هو لاعب كرة قدم بريطاني في مركز الدفاع، ولد في 8 أبريل 1985 في كانو في نيجيريا. شارك مع منتخب إنجلترا لكرة القدم C ‏. أما مع النوادي، فقد لعب مع إيه أف سي ويمبلدون وكامبريدج يونايتد ونادي بارنت ونادي وكينغ ونيوبورت كونتي.

## وصلات خارجية
- إسماعيل ياكوبو على موقع قاعدة بيانات كرة القدم.إي يو (الإنجليزية)
- إسماعيل ياكوبو على موقع Soccerbase.com (لاعب) (الإنجليزية)
- إسماعيل ياكوبو على موقع Soccerway.com (الإنجليزية)